# Lewica Razem (koalicja)
Lewica Razem – koalicyjny komitet wyborczy powołany przez Partię Razem, Unię Pracy i Ruch Sprawiedliwości Społecznej na wybory do Parlamentu Europejskiego w 2019. Współpracował z paneuropejską organizacją polityczną Ruch Demokracji w Europie 2025 (założoną przez greckiego ekonomistę i byłego ministra finansów Janisa Warufakisa), z którą w 2016 współpracę podjęła Partia Razem.

## Historia
O zamiarze powołania wspólnego komitetu poinformowali 8 stycznia 2019 politycy Partii Razem, UP, RSS, Polskiej Partii Socjalistycznej oraz Wolności i Równości, a także przedstawiciele mazowieckiego OPZZ. Patronką koalicji ogłoszono Annę Grodzką. Spośród pięciu partii, ostatecznie trzy ogłosiły 28 lutego powołanie wspólnego komitetu. PPS zdecydowała się nie brać udziału w wyborach, zaś WiR wsparła Koalicję Europejską. Start do Parlamentu Europejskiego zapowiedzieli liderzy współtworzących koalicję ugrupowań oraz m.in. Anna Grodzka, natomiast o reelekcję nie zdecydował się ubiegać jedyny związany z LR eurodeputowany, Adam Gierek z UP. Wśród osób otwierających listy wyborcze znalazło się dziewięcioro przedstawicieli Partii Razem, dwóch kandydatów UP i dwoje reprezentantów RSS. Na listach znalazło się 108 członków Partii Razem, 11 RSS oraz po 5 osób z UP i bezpartyjnych. Komitet zajął 6. miejsce (ostatnie z ogólnopolskich), otrzymując 1,24% głosów. Po wyborach koalicja przestała funkcjonować, natomiast 1 czerwca 2019 nazwę „Lewica Razem” przybrała dotychczasowa Partia Razem (powróciła jednak do dawnej nazwy 27 października 2024).

## Kandydaci z numerem 1 na listach wyborczych
| Okręg wyborczy [siedziba]         | Kandydat           | Partia                          |
| --------------------------------- | ------------------ | ------------------------------- |
| Okręg nr 1 [Gdańsk]               | Anna Górska        | Partia Razem                    |
| Okręg nr 2 [Bydgoszcz]            | Paulina Matysiak   | Partia Razem                    |
| Okręg nr 3 [Olsztyn]              | Bartosz Grucela    | Partia Razem                    |
| Okręg nr 4 [Warszawa I]           | Adrian Zandberg    | Partia Razem                    |
| Okręg nr 5 [Warszawa II]          | Dorota Olko        | Partia Razem                    |
| Okręg nr 6 [Łódź]                 | Piotr Ikonowicz    | Ruch Sprawiedliwości Społecznej |
| Okręg nr 7 [Poznań]               | Waldemar Witkowski | Unia Pracy                      |
| Okręg nr 8 [Lublin]               | Magdalena Długosz  | Partia Razem                    |
| Okręg nr 9 [Rzeszów]              | Elżbieta Wisz      | Ruch Sprawiedliwości Społecznej |
| Okręg nr 10 [Kraków]              | Jan Orkisz         | Unia Pracy                      |
| Okręg nr 11 [Katowice]            | Maciej Konieczny   | Partia Razem                    |
| Okręg nr 12 [Wrocław]             | Marcelina Zawisza  | Partia Razem                    |
| Okręg nr 13 [Gorzów Wielkopolski] | Julia Zimmermann   | Partia Razem                    |

## Partie tworzące KKW Lewica Razem
|  | Nazwa partii                    | Ideologia                                                         | Szef               | Członkowie na listach LR | Członkostwo międzynarodowe      | Posłowie w czasie kampanii | Senatorowie w czasie kampanii | Europosłowie w czasie kampanii |
|  | ------------------------------- | ----------------------------------------------------------------- | ------------------ | ------------------------ | ------------------------------- | -------------------------- | ----------------------------- | ------------------------------ |
|  | Partia Razem                    | socjaldemokracja, socjalizm demokratyczny, feminizm, proeuropeizm | brak               | 108/129                  | DiEM25                          | 0/460                      | 0/99                          | 0/51                           |
|  | Ruch Sprawiedliwości Społecznej | socjalizm, antykapitalizm                                         | Piotr Ikonowicz    | 11/129                   | brak                            | 0/460                      | 0/99                          | 0/51                           |
|  | Unia Pracy                      | socjaldemokracja, proeuropeizm                                    | Waldemar Witkowski | 5/129                    | Partia Europejskich Socjalistów | 0/460                      | 0/99                          | 1/51                           |

## Wyniki wyborów

### Wyniki całościowe
| Wybory | Liczba głosów | %          | Liczba mandatów | +/- |
| ------ | ------------- | ---------- | --------------- | --- |
| 2019   | 168 745       | 1,24% (6.) | 0/51            | –   |

### Wyniki według okręgu
| Okręg wyborczy [siedziba]         | Liczba głosów | Procent głosów |
| --------------------------------- | ------------- | -------------- |
| Okręg nr 1 [Gdańsk]               | 7 946         | 0,96%          |
| Okręg nr 2 [Bydgoszcz]            | 7 533         | 1,14%          |
| Okręg nr 3 [Olsztyn]              | 11 517        | 1,45%          |
| Okręg nr 4 [Warszawa I]           | 24 778        | 1,79%          |
| Okręg nr 5 [Warszawa II]          | 6 434         | 0,76%          |
| Okręg nr 6 [Łódź]                 | 17 849        | 1,96%          |
| Okręg nr 7 [Poznań]               | 19 226        | 1,60%          |
| Okręg nr 8 [Lublin]               | 5 302         | 0,72%          |
| Okręg nr 9 [Rzeszów]              | 5 308         | 0,71%          |
| Okręg nr 10 [Kraków]              | 16 813        | 0,97%          |
| Okręg nr 11 [Katowice]            | 18 813        | 1,18%          |
| Okręg nr 12 [Wrocław]             | 17 437        | 1,33%          |
| Okręg nr 13 [Gorzów Wielkopolski] | 9 789         | 1,11%          |